# Jess y James
Pour les articles homonymes, voir Jess & James et Jesse James.
Pour plus de détails, voir Fiche technique et Distribution.
Jess y James est un film argentin réalisé par Santiago Giralt, sorti en 2015.

## Synopsis
Jess et James se rencontrent pour un rapport sexuel. Mais James s'éprend de Jess et le suit pour savoir où il vit. Bien qu'ayant une copine, Jess accepte de partir pour un voyage à deux avec James. Dans un café, ils font la connaissance de Tomás. 
Leur virée montrera une société parfois prude et intolérante, parfois accueillante et bienveillante.

## Fiche technique
- Titre original : Jess y James
- Réalisation : Santiago Giralt
- Scénario : Santiago Giralt
- Photographie : Connie Martín
- Montage : Santiago Giralt
- Musique : Emisor
- Producteur : Federico Carol, Andrew Chang, Derek Curl
- Société de production : Los Griegos Films
- Sociétés de distribution : Outplay[1]
- Lieux de tournage : Province de Buenos Aires et province de Santa Fe
- Langues : espagnol
- Format : Couleur - 1.85 : 1 - son Dolby Digital
- Genre : Road movie romantique
- Durée : 88 minutes
- Dates de sortie : 2015

## Distribution
- Martín Karich : Gerónimo / Jess
- Nicolás Romeo : James
- Federico Fontán : Tomás
- Alejandro Paker : Horace
- Nahuel Mutti : Pedro, le frère de Jess
- Denise Yañez : Mimí
- Umbra Colombo : la mère de Jess
- Mónica Trejo : Mónica, la femme de Pedro
- Uky Suescun : Sra. Estancia
- Juan Manuel : Brenda, une amie de James (as Juan Orlando)

## Présentation en festivals
Le film est présenté dans plusieurs festivals, entre autres au festival FilmOut San Diego de 2015 et au festival Tels Quels de Bruxelles.

### Nominations
- FilmOut San Diego 2015 : Prix du public pour le meilleur film de fiction, meilleur scénario pour Santiago Giralt, et meilleur acteur pour Martín Karich[4]